# Muñoz Gamero
Muñoz Gamero (hiszp. Península Muñoz Gamero) – półwysep w Chile, w regionie Magallanes, położony w południowo-zachodniej części Patagonii. Ma 80 mil (130 km) długości i około 30 mil (48 km) szerokości. Teren półwyspu jest górzysty. Od południowego wschodu jest oblewany przez wody zatoki Bahía Beaufort, od zachodu przez wody cieśnin Canal Smyth i Canal Mayne, a od północy przez wody zatoki Ancón sin Salida. Od wschodu łączy się z kontynentem wąskim pasem lądu. Obszar półwyspu jest zamieszkany przez plemię Alakalufów. W północno-zachodniej części półwyspu znajduje się wulkan Monte Burney, a w południowej części pole lodowe o powierzchni około 200 km2. Został nazwany przez prezydenta Chile José Manuela Balmacedę na podstawie dekretu z 27 marca 1889 roku na cześć Benjamína Muñoza Gamero, żeglarza i naukowca. W latach 1969-1971 podjęto nieudaną próbę kolonizacji półwyspu. 